# Comisión Nacional del Mercado de Valores
La Comisión Nacional del Mercado de Valores (CNMV) es un organismo regulador independiente responsable de ejercer la supervisión e inspección de los mercados de valores en España, así como aquellas actividades relacionadas con estos. Está adscrita, a meros efectos presupuestarios, al Ministerio de Economía, Comercio y Empresa, a través de la Secretaría de Estado de Economía y Apoyo a la Empresa.
El presidente es Carlos San Basilio Pardo y la vicepresidenta es Paloma Marín Bona, que fueron nombrados en sus cargos el 23 de diciembre de 2024.

## Objetivo y funciones
Su objetivo es velar por la transparencia de estos mercados y la correcta formación de precios en los mismos, así como la protección de los inversores. En el ejercicio de estas competencias recibe un importante volumen de información, gran parte de la cual está contenida en sus registros oficiales y es de carácter público.
La acción de la CNMV como órgano de control se centra principalmente sobre:
- las sociedades que emiten valores para ser colocados de forma pública en el mercado primario.
- los mercados secundarios de valores
- las empresas que prestan servicios de inversión y las instituciones de inversión colectiva

Sobre ellos la Comisión ejerce una supervisión de carácter prudencial buscando garantizar la seguridad de sus transacciones y la solvencia del sistema. También a través de la Agencia Nacional de Codificación de Valores, asigna el código ISIN con validez internacional a todas las emisiones de valores que se realizan en España.

## Actividad internacional
La actividad internacional de la CNMV está centrada en su participación tanto en las instituciones que agrupan a los reguladores y supervisores de valores - Organización Internacional de Comisiones de Valores (OICV) y el Comité Europeo de Reguladores de Valores (CESR) - como en aquellos grupos de trabajo con un componente intersectorial - JOINT FORUM y 3L3 - que agrupan los sectores de banca, valores y seguros en el ámbito mundial y europeo, respectivamente.
La CNMV realiza también una importante tarea asesora y de asistencia a las autoridades españolas en su participación en las instituciones de la Unión Europea: así, asiste regularmente, como asesora de la Dirección General del Tesoro y Política Financiera, al Comité Europeo de Valores y, conjuntamente con la mencionada Dirección General, participa en la revisión del derecho societario y del mercado de valores comunitario.
Asimismo, presta asistencia técnica a la Comisión Europea en la evaluación de los sectores financieros de países candidatos a integrarse en la Unión Europea.
En el ámbito iberoamericano, la CNMV colabora estrechamente con el Instituto Iberoamericano del Mercado de Valores (IIMV) en la tarea de impulsar el progreso y la modernización de los mercados de valores en Iberoamérica desarrollando programas de formación y cooperación.
La CNMV participa, además, en el Mercado Ibérico de la Electricidad (MIBEL) - que se constituyó mediante acuerdo firmado entre España y Portugal en 2004-, y en la Organización para la Cooperación y el Desarrollo Económico (OCDE), en cuyos trabajos sobre Principios de Gobierno Corporativo viene colaborando muy activamente.

## Estructura
La CNMV consta básicamente de un Consejo, un Comité consultivo, y un Comité ejecutivo. Además, hay tres directores generales: uno de supervisión de entidades, otro de supervisión de mercados y otro de servicio jurídico.

### Consejo
| Composición actual (24 de diciembre de 2024)                                   | Composición actual (24 de diciembre de 2024) |
| ------------------------------------------------------------------------------ | -------------------------------------------- |
| Presidente                                                                     | Carlos San Basilio Pardo                     |
| Vicepresidenta                                                                 | Paloma Marín Bona                            |
| Consejeros/as                                                                  | Helena Viñes Fiestas                         |
| Consejeros/as                                                                  | María Dolores Beato Blanco                   |
| Consejeros/as                                                                  | Mariano Bacigalupo Saggese                   |
| Subgobernadora del Banco de España: Soledad Núñez Ramos                        |                                              |
| Secretario general del Tesoro y Financiación Internacional: Paula Conthe Calvo |                                              |
| Secretaria                                                                     | Patricia Muñoz González-Úbeda                |

La CNMV está regida por un Consejo, al que corresponde el ejercicio de todas las competencias.
El Consejo está compuesto por los siguientes miembros:
- Un presidente y un vicepresidente, que serán nombrados por el Gobierno, a propuesta del ministro de Economía, entre personas de reconocida competencia en materias relacionadas con el mercado de valores.
- El director general del Tesoro y Política Financiera y el subgobernador del Banco de España, que tendrán el carácter de consejeros natos.
- Tres consejeros, nombrados por el ministro de Economía entre personas de reconocida competencia en materias relacionadas con el mercado de valores.
- El secretario, con voz, pero sin voto, el director general del Servicio Jurídico.

El mandato del presidente, del vicepresidente y de los consejeros no natos tiene una duración de cuatro años, al término de los cuales podrá ser renovado por una sola vez.
El Consejo tiene, entre otras, las siguientes facultades:
- Aprobar las Circulares a que se refiere el artículo 15 de la Ley 24/1988 de 28 de julio.
- Aprobar el Reglamento de régimen Interior de la CNMV.
- Aprobar los anteproyectos de presupuestos de la Comisión.
- Constituir el Comité ejecutivo, regulado en el artículo 18 de la Ley del Mercado de Valores.
- Nombrar y cesar a los directores generales y directores de Departamento, a propuesta del presidente.
- Aprobar los informes anuales a los que se refiere el artículo 13 de la Ley 24/1988, de 28 de julio, y el artículo 4.3 de este Reglamento.
- Aprobar anualmente una Memoria sobre la función supervisora de la CNMV.
- Elevar al Gobierno, para su aprobación, las cuentas anuales del ejercicio económico.
- Aprobar o proponer todos aquellos asuntos que legalmente le correspondan.

### Presidentes
- Carlos San Basilio Pardo (24 de diciembre de 2024 BOE - Actualidad)[7]
- Rodrigo Buenaventura Canino (16 de diciembre de 2020 BOE- 24 de diciembre de 2024 BOE)[8]
- Sebastián Albella Amigo (25 de noviembre de 2016 BOE- 16 de diciembre de 2020 BOE)
- Juan Manuel Santos-Suárez, en funciones (6 de octubre de 2016 - 25 de noviembre de 2016)
- Elvira Rodríguez Herrer (6 de octubre de 2012 BOE - 6 de octubre de 2016 BOE[9])
- Julio Segura Sánchez (5 de mayo de 2007 BOE - 6 de octubre de 2012 BOE)
- Manuel Conthe Gutiérrez (7 de octubre de 2004 BOE - 27 de abril de 2007 BOE)
- Blas Calzada Terrados (22 de septiembre de 2001 BOE- 6 de octubre de 2004 BOE)
- Pilar Valiente Calvo (6 de octubre de 2000 BOE- 21 de septiembre de 2001 BOE)
- Juan Fernández-Armesto Fernández-España (4 de octubre de 1996 BOE - 5 de octubre de 2000 BOE)
- Luis Carlos Croissier Batista (7 de octubre de 1988 BOE - 3 de octubre de 1996 BOE)

### Vicepresidentes
- Paloma Marín Bona (24 de diciembre de 2024 BOE - Actualidad)[10]
- Montserrat Martínez Parera (16 de diciembre de 2020 BOE - 24 de diciembre de 2024 BOE)[11]
- Ana María Martínez-Pina García (25 de noviembre de 2016 BOE - 16 de diciembre de 2020 BOE)
- Lourdes Centeno Huerta  (28 de septiembre de 2012 BOE[12] - 6 de octubre de 2016 BOE)
- Fernando Restoy Lozano (18 de julio de 2007 BOE  - 16 de junio de 2012 BOE[13])
- Carlos Arenillas Lorente (7 de octubre de 2004 BOE - 18 de julio de 2007 BOE)
- Juan Jesús Roldán Fernández (6 de octubre de 2000 BOE Archivado el 16 de abril de 2008 en Wayback Machine. - 7 de octubre de 2004 BOE)
- Luis Ramallo García (7 de octubre de 1996 BOE - 4 de octubre de 2000 BOE)
- Aníbal Sánchez Andrés (2 de octubre de 1992 BOE - 4 de octubre de 1996 BOE)
- Fernando Ramírez Mazarrero (26 de abril de 1991 BOE - 2 de octubre de 1992 BOE)
- José Manuel García Hermoso ( 23 de marzo de 1989 BOE - 26 de abril de 1991 BOE)
- Pedro Martínez Méndez (7 de octubre de 1988 BOE - 23 de marzo de 1989 BOE)

## Historia
Según la propia web de la entidad, fue creada por la Ley 24/1988, del Mercado de Valores, que supuso una profunda reforma de este segmento del sistema financiero español. Las Leyes 37/1998 y 44/2002 han venido a actualizar la anterior, estableciendo un marco regulador adaptado a las exigencias las de la Unión Europea, propicio para el desarrollo de los mercados de valores españoles en el entorno europeo, e incorporando nuevas medidas para la protección de los inversores.
El 23 de mayo de 2008 el entonces vicepresidente segundo y ministro de Economía, Pedro Solbes, anunciaba en la Comisión de Economía y Hacienda del Congreso que el Ejecutivo planeaba una reordenación de las competencias en materia de supervisión e inspección sobre el sistema financiero, en línea con lo acordado días antes por los ministros de Finanzas de la Unión Europea (ECOFIN).
El proyecto contemplaba separar la supervisión de la solvencia de la de los comportamientos y prácticas en los mercados y, según explicó Solbes, tenía por objeto mejorar la eficacia en la vigilancia de la solvencia y competitividad de los intermediarios financieros y de la transparencia de los mercados en los que actúan.
Ello supondría la transformación de la CNMV, en detrimento de la Dirección General de Seguros (DGS), cuyas funciones serían asumidas por un nuevo organismo (la Comisión Nacional de Servicios Financieros), que vigilaría a los inversores, a los asegurados y a los ahorradores.
El Banco de España, se dedicaría a asegurar la solvencia no ya solo de bancos y cajas, sino también del resto de entidades financieras, incluidas aseguradoras e instituciones de inversión.
Pero casi un año y medio después del anuncio, el 19 de septiembre de 2009, un periódico digital se hace eco de que apenas queda la previsión de que la ley sobre unificación de supervisores financieros llegue al Parlamento a comienzos de 2010, y ni los grupos parlamentarios, ni los sindicatos ni los organismos afectados tienen en su agenda de momento la reforma de la supervisión.
Según explicaron fuentes del Ministerio de Economía, la reestructuración de la supervisión tendrá que esperar a que se tome una decisión en la Unión Europea, donde se estudia el asunto con vistas a adoptar un modelo común que podría ser más similar al actual que al que contempla dos supervisores o “twin peaks”.